# Svingbolsta
Svingbolsta är en by i Östervåla socken, Heby kommun.
Svingbolsta omtalas i dokument första gången 1316 ("swinabolstad"), då en kyrkolandbo i Svingbolsta finns med i förteckningen över vad hertig Valdemar uppburit av kyrkogodsen i Tiundaland. Under 1500-talet upptas Svingbolsta i jordeboken som 2 hela mantal kyrkojord - det ena om 4 öresland 4 penningland, från 1548 4 öresland och det andra om 3 öresland och 8 penningland, från 1549 om 3 öresland 12 penningland. Dessutom tre skatteutjordar, en om 2 öresland 4 penningland till Sätra, en om 1 öresland 16 penningland till Brunnsbo, och en om 12 penningland till Jugansbo
Bland bebyggelser på ägorna märks Annevik, Asplunda och Erikslund, tre torp uppförda i slutet av 1800-talet. Ko-Finas är en nu försvunnen backstuga invid Sevetstorp. Matsbo, tidigare kallat Bomantorp är ett torp uppfört vid mitten av 1800-talet. Dal-Janstorp eller Pell-Pers är en annan försvunnen backstuga invid Matsbo, uppförd vid mitten av 1800-talet. Stugan revs 1914 och en sommarstuga ligger nu på tomten. Svingbolsta krog är dokumenterad på 1700-talet. Svingbolsta soldattorp, även kallat Munters fungerade som soldattorp på roten 329 för Svingbolsta, Åby och Gräsbo vid Västmanlands regemente. Soldaten hette från 1822 Munter. Fastigheten avstyckades 1908 från Svingbolsta. Tallbacken uppförde omkring 1918 på Svingbolsta ägor som villa av prosten Otto Ottander, och avstyckades från Svingbolsta 1928.